# Blitzkrieg (seria)
Blitzkrieg – seria komputerowych strategicznych gier czasu rzeczywistego osadzona w realiach II wojny światowej, dostępna na platformy Windows, Macintosh i Linux. Pierwsza gra z serii, zatytułowana Blitzkrieg została wydana 13 maja 2003 roku.
Seria składa się z trzech podstawowych gier: Blitzkrieg, Blitzkrieg 2 i Blitzkrieg 3, które wyprodukowało rosyjskie studio Nival Interactive, oraz dodatków do nich. Poza tym na silniki gry wykorzystane w tej serii zostały również użyte przy produkcji kilku innych tytułów np. w Frontline: Kursk.

## Lista gier
Poniższa lista gier zawiera wszystkie oficjalne gry i dodatki z serii Blitzkrieg, a także nieoficjalne rozszerzenia, wyprodukowane przez innych twórców. Lista zawiera również gry, które zostały stworzone na bazie silników wykorzystanych w serii Blitzkrieg.
| Blitzkrieg i dodatki                                                                        | Blitzkrieg i dodatki | Blitzkrieg i dodatki     | Blitzkrieg i dodatki               | Blitzkrieg i dodatki |
| Tytuł                                                                                       | Data wydania         | Producent                | Wydawca                            | Uwagi |
| ------------------------------------------------------------------------------------------- | -------------------- | ------------------------ | ---------------------------------- | --- |
| Blitzkrieg                                                                                  | 2003                 | Nival Interactive        | CDV                                | Podstawowa gra z serii, zawiera 3 kampanie |
| Blitzkrieg: Horyzont w ogniu (Blitzkrieg: Burning Horizon)                                  | 2004                 | Nival Interactive        | CDV                                | Oficjalne rozszerzenie gry Blitzkrieg; dodało nową kampanię niemiecką opisującą szlak bojowy Erwina Rommla |
| Blitzkrieg: Pomruk zagłady (Blitzkrieg: Rolling Thunder)                                    | 2004                 | Nival Interactive        | CDV                                | Oficjalne rozszerzenie gry Blitzkrieg; dodało nową kampanię amerykańską opisującą szlak bojowy George’a Pattona |
| Blitzkrieg: Antologia/Blitzkrieg: Horyzont w Ogniu i Pomruk Zagłady (Blitzkrieg: Anthology) | 2005                 | Nival Interactive        | CDV                                | Oficjale Rozszerzenie oferujące wszystkie misje z dodatków Blitzkrieg: Horyzont w ogniu oraz Blitzkrieg: Pomruk zagłady a także pakiet nigdy nie publikowanych misji pt. Blitzkrieg: Żelazna Dywizja opublikowanych w tym dodatku jako misje dodatkowe. Jest to ostatnie oficjalne rozszerzenie do gry. |
| Blitzkrieg: Operation North                                                                 | 2004                 | Dark Fox                 | Dark Fox                           | Nieoficjalne rozszerzenie gry Blitzkrieg; dodało dwie kampanie związane z walkami o Leningrad |
| Blitzkrieg: Ostfront Barbarossa                                                             | 2004                 | Active Gaming            | CDV                                | Nieoficjalne rozszerzenie gry Blitzkrieg; dodało nowy pakiet misji związanych z Operacją Barbarossa |
| Blitzkrieg: Mission Kursk                                                                   | 2005                 | Active Gaming            | CDV                                | Nieoficjalne rozszerzenie gry Blitzkrieg; dodało nowy pakiet misji związanych z bitwą na łuku kurskim |
| Blitzkrieg: Green Devils                                                                    | 2005                 | LaPlata Studios          | CDV                                | Nieoficjalne rozszerzenie gry Blitzkrieg; dodało nowe kampanie niemieckie o działaniach Fallschirmjägerów i 9. Dywizji Pancernej |
| Blitzkrieg: Total Challenge I, II, III                                                      | 2004                 | Intex Publishing         | 1C                                 | Nieoficjalne rozszerzenie gry Blitzkrieg; dodało 24 nowych misji, wiele nowych pojazdów, samolotów, jednostek piechoty (w tym polską) oraz inne ulepszenia. |
| Blitzkrieg: Total Challenge IV                                                              | 2004                 | Intex Publishing         | 1C                                 | Nieoficjalne rozszerzenie gry Blitzkrieg; dodało 24 nowych misji z lat 1939-1941 i 4 kampanie (Polska 1939, Norwegia 1940, Francja 1940, Bałkany 1941, Barbarossa 1941). Dodano konie, pociągi, okręty i szereg dalszych ulepszeń.                                                                      |
| Blitzkrieg: Total Challenge V                                                               | 2004                 | Intex Publishing         | 1C                                 | Nieoficjalne rozszerzenie gry Blitzkrieg; dodało nowoczesny sprzęt amerykański, rosyjski, niemiecki oraz szereg dalszych ulepszeń. |
| Blitzkrieg: Total Mission - Beyond Overlord                                                 | 2004                 | Brendel Software-Systeme | DB Software                        | Nieoficjalne rozszerzenie gry Blitzkrieg; dodało 24 nowych misji. |
| Blitzkrieg: Total Mission 2 - Heavy Tank Batallion 501                                      |                      | Brendel Software-Systeme | DB Software                        | Nieoficjalne rozszerzenie gry Blitzkrieg; Dodatek oferuje kampanię niemiecką (15 misji) skupiającą się na dowodzeniu czołgami Tygrys (Panzerabteilung 501). |
| Blitzkrieg: Total Mission 3                                                                 |                      | Brendel Software-Systeme | DB Software                        | Nieoficjalne rozszerzenie gry Blitzkrieg; Dodatek oferuje nowe misje Fallschirmjägerów (1939-1945). |
| Blitzkrieg: Burning Earth                                                                   | 2004                 | Brendel Software-Systeme | DB Software                        | Nieoficjalne rozszerzenie gry Blitzkrieg; Dodatek oferuje nową kampanię skupiającą się na wydarzeniach od operacji Cytadela po walki pod Korsuniem. |
| Blitzkrieg: Burning Earth 2                                                                 | 2010                 | Brendel Software-Systeme | DB Software                        | Nieoficjalne rozszerzenie gry Blitzkrieg; Dodatek oferuje kampanię niemiecką (26 misji) skupiającą się na walkach grupy armii południe w latach 1942-1944. |
| Panzerkrieg: Burning Horizon 2                                                              |                      | La Plata Studios         | Paradox Interactive                | Nieoficjalny dodatek gry Blitzkrieg; Dodatek oferuje mnóstwo nowych jednostek i 3 kampanie – aliancką, radziecką i niemiecką (w tym kilka misji przeciw Polsce w 1939 roku). Dodatek sprzedawał się lepiej niż oferowane w sprzedaży w tym samym czasie dodatki do Blitzkriega II.                      |
| Blitzkrieg: Schlachtfeld Europa                                                             |                      | Brendel Software-Systeme | DB Software                        | Nieoficjalne rozszerzenie gry Blitzkrieg; Dodatek oferuje kampanię (30 misji) składającą się z 5 rozdziałów: Włochy 1943-1944, Normania – Market Garden 1944, Zachodnie Niemcy 1945, Walki nad Odrą 1945 i Prusy Wschodnie 1945.                                                                        |
| Blitzkrieg: Panzeralarm                                                                     |                      | Brendel Software-Systeme | DB Software                        | Nieoficjalne rozszerzenie gry Blitzkrieg; Dodatek oferuje 27 nowych (Norwegia-Barbarossa 1940-1941). |
| Blitzkrieg: Desert Fox                                                                      |                      | Brendel Software-Systeme | DB Software                        | Nieoficjalne rozszerzenie gry Blitzkrieg; Dodatek oferuje kampanię niemiecką (walki Afrika Corps). |
| Blitzkrieg: Leningrad Battle                                                                |                      | Brendel Software-Systeme | DB Software                        | Nieoficjalne rozszerzenie gry Blitzkrieg; Dodatek oferuje nową kampanię (walki o Leningrad). |
| Blitzkrieg: Battle of Berlin                                                                |                      | Brendel Software-Systeme | DB Software                        | Nieoficjalne rozszerzenie gry Blitzkrieg; Dodatek oferuje kampanię radziecką (27 misji) skupiającą się na froncie wschodnim w latach 1944-1945. |
| Blitzkrieg: Battle of Berlin 2                                                              | 2012                 | Brendel Software-Systeme | DB Software                        | Nieoficjalne rozszerzenie gry Blitzkrieg; Dodatek oferuje kampanię niemiecką skupiającą się na froncie wschodnim w latach 1944-1945. |
| Conflict 2012: Operation Kosovo Sunrise                                                     | 2012                 | Laplata Studios          | Flashpoint AG (DE)                 | Nieoficjalne rozszerzenie gry Blitzkrieg; Dodatek oferuje rozgrywkę podczas hipotetycznej wojny na Bałkanach w czasach współczesnych. |
| Blitzkrieg 2 i dodatki                                                                      |                      |                          |                                    | |
| Blitzkrieg 2                                                                                | 2005                 | Nival Interactive        | CDV                                | Kontynuacja gry Blitzkrieg, zawierająca nowy silnik i mechanizmy rozgrywki |
| Blitzkrieg 2: Upadek Rzeszy (Blitzkrieg 2: Fall of the Reich)                               | 2006                 | Nival Interactive        | CDV                                | Oficjalne rozszerzenie gry Blitzkrieg; dodaje kampanię o walkach na froncie wschodnim w 1945 |
| Blitzkrieg 2: Droga ku wolności (Blitzkrieg 2: Liberation)                                  | 2007                 | Nival Interactive        | CDV                                | Oficjalne rozszerzenie gry Blitzkrieg; dodaje dwie kampanie dotyczące walk aliantów zachodnich z III Rzeszą pod koniec wojny |
| Blitzkrieg 3                                                                                |                      |                          |                                    | |
| Blitzkrieg 3                                                                                | 2015                 | Nival Interactive        | CDV                                | Kontynuacja gry Blitzkrieg 2, zawierająca nowy silnik i mechanizmy rozgrywki |
| Gry oparte na silniku i rozgrywce Blitzkriega                                               |                      |                          |                                    | |
| Talvisota: Icy Hell                                                                         | 2004                 | Nival Interactive        | Blitzfront Game Studio             | Gra oferuje rozgrywkę podczas wojny radziecko-fińskiej w latach 1939-1940. |
| Stalingrad (Great Battles of WW2: Stalingrad)                                               | 2005                 | DTF Games                | 1C                                 | Gra oferuje rozgrywkę podczas bitwy o Stalingrad. |
| Kryzys Kubański (Cuban Missile Crisis: The Aftermath)                                       | 2005                 | G5 software              | Strategy First, Cenega Poland      | Gra oferuje rozgrywkę podczas kryzysu kubańskiego, który w grze, w odróżnieniu od faktycznych wydarzeń, zakończył się wybuchem III wojny światowej. |
| Kryzys Kubański: Lodowa krucjata (Cuban Missile Crisis: Ice Crusade)                        | 2005                 | G5 software              | Strategy First, Cenega Poland      | Dodatek do gry Kryzys Kubański. |
| I wojna światowa (World War I)                                                              | 2005                 | Dark Fox                 | 1C, Cenega Poland                  | Gra oferuje rozgrywkę podczas I wojny światowej. |
| Wojownicy pustyni (Desert Law)                                                              | 2005                 | Arise                    | 1C, Cenega Poland                  | Gra oferuje rozgrywkę w świecie postapokaliptycznym (elementy cRPG). |
| Mongol: War of Genghis Khan                                                                 | 2007                 | Software Industry        | Software Industry                  | Gra oferuje rozgrywkę w czasach podbojów mongolskich. |
| Gry oparte na silniku i rozgrywce Blitzkriega 2                                             |                      |                          |                                    | |
| Frontline: Kursk (Frontline: Fields of Thunder)                                             | 2007                 | Nival Interactive        | Paradox Interactive, Cenega Poland | Gra oferuje rozgrywkę podczas bitwy pod Kurskiem. |